# Gyrophaena bernhaueri
Gyrophaena bernhaueri – gatunek chrząszcza z rodziny kusakowatych i podrodziny rydzenic.

## Taksonomia
Gatunek ten opisany został po raz pierwszy w 1907 roku przez Maxa Bernhauera pod nazwą Gyrophaena puncticollis. Jako lokalizację typową wskazał Honsiu. Nazwa ta okazała się jednak młodszym homonimem, w związku z czym Georgij Jakobson w 1909 roku wprowadził nową nazwę Gyrophaena bernhaueri.

## Morfologia
Chrząszcz o wydłużonym ciele długości od 2,25 do 3 mm, na całym wierzchu niewyraźnie, siateczkowato mikrorzeźbionym. Głowa jest ciemnobrązowa z żółtawobrązowym aparatem gębowym, tak szeroka jak długa, drobno i niewyraźnie po bokach punktowana. Żółtawobrązowe czułki mają człony od piątego do ósmego tak szerokie jak długie, a dziewiąty i dziesiąty nieco krótsze. Rudobrązowe, lśniące przedplecze jest 1,3 raza szersze niż dłuższe oraz ma dwa duże, pośrodkowe punkty przy krawędzi tylnej, a poza nimi bezładnie rozproszone punkty nietworzące na dysku szeregów. Kolor odnóży jest żółtobrązowy. Odwłok jest żółtawy z rudobrązowymi tergitami od szóstego do ósmego. U samicy tylny brzeg ósmego tergitu jest ścięty z lekkim wklęśnięciem pośrodku, a u samca ma parę ząbków pośrodku oraz parę dłuższych, szerszych, choć dość wąskich zębów po bokach. Ósmy sternit u obu płci ma tylny brzeg zaokrąglony. Edeagus ma część nasadową wydłużoną, wyrostek grzbietowy przeciętnie szeroki i nieco dłuższy od brzusznego, spiralnie u szczytu skręcone flagellum, wyrostek brzuszny pośrodku najszerszy i stamtąd wyraźnie ku prawie trójkątnemu, acz zaokrąglonemu szczytowi zwężony.

## Ekologia i występowanie
Owad ten jest mykofagiem. Bytuje w owocnikach grzybów, w tym gołąbków, ciżmówki drobnołuskowej i mleczaja strefowanego.
Gatunek palearktyczny, dalekowschodni. Znany jest z Kraju Chabarowskiego, Kraju Nadmorskiego i obwodu sachalińskiego (z Kunaszyru) na Dalekim Wschodzie Rosji oraz z Japonii.